# Celestino Pujol i Camps
Celestino Pujol i Camps (Girona, 27 d'octubre de 1843 - Madrid, 28 de desembre de 1891) va ser historiador i numismàtic català, acadèmic de la Reial Acadèmia de la Història.

## Biografia
Fill de l'advocat Joaquim Pujol i Santo, erudit de la RAH. Va cursar batxillerat a la seva ciutat natal, els dos primers cursos de Dret a Barcelona i finalitzà la carrera a la Universitat Central de Madrid.
Va desenvolupar tasques d'advocat i de jutge municipal de Girona i a Madrid, de Secretari del Consejo de Instrucción Pública i del Ministeri d'Ultramar. Va participar en la fundació del Memorial numismático español.
És autor de l'Estudio de las monedas de Ampurias y Rhodas (1878) i Gerona en la revolución de 1640.
També fou un important activista cultural en la seva Girona natal, on va desenvolupar una gran activitat com a membre de la Comissió de Monuments d'aquesta ciutat, col·laborant en l'estudi de les antiguitats de la província.
Va heretar del seu pare una important col·lecció d'antiguitats procedents d'Empúries.
Segons la documentació de la Universitat Central de Madrid, Celestino Pujol i Camps, es va llicenciar en Dret Canònic i Civil i en Administració. Va finalitzar els seus estudis el 1867. Celestino Pujol va ser durament criticat en la seva època per haver combatut la imatge tòpica de la Revolució de Catalunya (1640) difosa pel catalanisme, sobretot en el seu estudi de Miquel Parets i Alaver. L'any 1886, Pujol i Camps, va ingressar a la Reial Acadèmia de la Història. Membre durant quinze anys de la Comissió Provincial de Monuments de Girona.

## Obres
- ¡Viva España! (1860)-poema heroic en honor de l'exèrcit espanyol per la campanya d'Àfrica-.
- Apuntes biográficos, méritos y servicios de D. Celestino Pujol y Camps (1875) -Currículum Vitae imprès-.
- Estudio de las monedas de Ampurias y Rhodas (1878)
- Gerona en la revolución de 1640 (1881)
- Nomenclátor geografico-historico de la Provincia de Gerona desde la mas remota antiquedad hasta el siglo XV (1883)
- Monedas ibéricas (1884) (Boletín de la Real Academia de la Historia, Tomo 5)
- Monedas de la Ilergencia (Boletín de la Real Academia de la Historia T. 4)
- Melo y la revolución de Cataluña en 1640: discursos leídos ante la Real Academia de la Historia en la recepción pública de D. Celestino Pujol y Camps el día 18 de abril de 1886 (1886)
- Secretas inteligencias entre Cataluña y Francia: nota preliminar al tomo II de la Crónica (1889)
- Un Anillo ibérico (1890)
- Más datos sobre epigrafía ibérica (1890)
- De los muchos sucesos dignos de memoria que han ocurrido en Barcelona y otros lugares de Cataluña (1893)